# Хименес-Браво, Эктор
Эктор Измаэль Хименес-Браво (исп. Héctor Ismael Jiménez-Bravo, род. 14 января 1972, Букараманга, Колумбия) — канадский и украинский шеф-повар, бизнесмен, телеведущий и преподаватель кулинарного искусства колумбийского происхождения. Судья проекта «МастерШеф Украина», основатель консалтинговой компании Bravo Restaurant Group и обладателем премии «The World Master Chef».

## Биография
Эктор Хименес-Браво родился и вырос в Колумбии. По признанию самого повара, интерес к кулинарии ему привила мать. Причем его интересовала не просто сама процедура обработки продуктов, но и её эстетическая сторона. В старших классах увлекался изобразительным искусством. Поступил в Кулинарную академию Боготы, после окончания которой в 1992 году начинает работу в лучших пятизвездочных отелях Колумбии. Среди них «Metrotel Royal Park», «Relais Chateaux», «Hoteles Royal».
В 1995—1999 годах преподает в Национальной Кулинарной Академии города Медельин.
В возрасте 27 лет его приглашают стать шеф-поваром одного из самых роскошных отелей США — Hilton Boston Back Bay в Бостоне. Он стал самым молодым шеф-поваром Hilton в Северной Америке за все время существования этой сети отелей. В первые дни работы из-за молодого возраста коллеги даже не воспринимали Эктора всерьёз, но вскоре убедились в его профессионализме. Как утверждает сам Эктор Хименес-Браво, работа в США очень повлияла на него, поделив карьеру на две части — до Hilton и после.
После одного из закрытых ужинов в Hilton, организованном для группы отельеров из Канады, его приглашают работать в Оттаве. Эктору предложили контракт на открытие пятизвездочного отельного комплекса Brookstreet Hotel and Resort. Вскоре он открывает в канадской столице ресторан Foundation.
Возглавляемые им рестораны неоднократно входили в ТОП-10 лучших ресторанов Канады. Проработав в Канаде 6 лет, Хименес-Браво получает гражданство этой страны.
В 2006 году Хименес-Браво становится шеф-поваром отеля Radisson SAS Royal Hotel в Санкт-Петербурге. Его работа приносит отелю Radisson награду «Best Hotel Restaurant Award» от журнала TimeOut. После его приезда в Санкт-Петербург он удивил город открытием концепции «Nuevo Latino», что было очень новым для города. В 2006 году Санкт-Петербург принимал гостей Саммита Большой Восьмерки, в котором Хименес-Браво имел сложную задачу, обслуживая глав ведущих мировых государств.
После России в 2007 году Хименес-Браво возвращается в Канаду, где возглавляет кухни гостиницы Delta Fredericton.
В 2008 году Эктор Хименес-Браво уезжает на Мальдивы, чтобы руководить кухнями одних из самых известных гостиниц в Азии. Там он возглавляет команду поваров отелей W Retreat & SPA и Sheraton Full Moon Resort. Путешествует в Сингапур и Гонконг, изучая культуру китайской и малайской кухни, а также получает задание открыть отели W Hong-Kong и St.Regis Singapore.
На следующий год Эктор Хименес-Браво получает предложение от международной сети отелей InterContinental Hotel Group открыть рестораны пятизвездочного отеля InterContinental Kyiv, для которого он разработал и внедрил концепции всех ресторанов. Помимо отеля Эктор Хименес-Браво разрабатывает концепции и для других ресторанов компании-владельца.
В конце 2010 года он разрабатывает концепции ресторанов и технологию кухонь гостиниц «Фермонт», а также других престижных гостиниц Киева.
С сентября 2011 года Эктор участвует в целом ряде кулинарных проектов на украинском телевидении.
В мае 2021 года получает украинское гражданство.
С началом российского вторжения в Украину 24 февраля 2022 года Эктор Хименес-Браво выразил свою поддержку Украине: «Мое сердце болеет за Украину. Мое место здесь. Украинцы – моя семья». Он начал сотрудничать с волонтерскими организациями Варшавы. Эктор задействован в двух направлениях – координирование беженцев и проведение благотворительных мероприятий для сбора средств на нужды Украины. Также рестораны Эктора и заведения партнеров в Киеве готовят ежедневно 2000–2500 обедов. Еду передают для терробороны, ВСУ, полиции, госпиталей, стариков, нуждающихся в помощи.

## Кулинарный стиль
Кулинарная концепция Эктора Браво построена на идеях мультикультурализма и интеграции самых разнообразных методов приготовления пищи. Эктор Браво — создатель собственного кулинарного стиля «Nuevo Latino». Латиноамериканские традиции, французскую изысканность и деликатность азиатской кухни. Основу блюд составляют мясо, свежая рыба и морепродукты.
«Моя еда говорит латиноамериканской любовью, которую я чувствую. Французской культурой, которую я познал. Азиатскими техниками, которые меня вдохновляют. И канадским духом потому, что это я. Моя еда говорит на своем языке».

Эктор Хименес-Браво о своем кулинарном стиле

## Телевизионные проекты
- 2011 — судья проекта «МастерШеф», СТБ.
- 2012 — телеведущий шоу «Кулинарная Династия», СТБ.
- 2012 — эксперт шоу «Все буде добре», СТБ.
- 2012 — судья проекта «МастерШеф», 2 сезон, СТБ.
- 2013 — телеведущий шоу «Кулинарная Династия», 2 сезон, СТБ.
- 2013 — судья проекта «МастерШеф», 3 сезон, СТБ.
- 2014 — судья проекта «МастерШеф», 4 сезон, СТБ.
- 2014 — судья проекта «У Украины есть талант», 6 сезон, СТБ.
- 2015 — судья проекта «МастерШеф», 5 сезон, СТБ.
- 2016 — судья проекта «МастерШеф Дети», 1 сезон, СТБ.
- 2016 — судья проекта «МастерШеф», 6 сезон, СТБ.
- 2017 — судья проекта «МастерШеф Дети», 2 сезон, СТБ.
- 2017 — судья проекта «МастерШеф», 7 сезон, СТБ.
- 2018 — судья проекта «МастерШеф. Кулинарный выпускной», СТБ.
- 2018 - судья проекта МастерШеф, 8 сезон, СТБ.
- 2019 — судья проекта «МастерШеф. Профессионалы», СТБ.
- 2019 - судья проекта МастерШеф, 9 сезон, СТБ.
- 2019 — ведущий проекта «Проснись с Эктором», СТБ.
- 2020 — судья проекта МастерШеф. Профессионалы, 2 сезон, СТБ.
- 2022 — судья проекта МастерШеф, 10 сезон, СТБ.

Приглашен в качестве звездного гостя
- 2011 — шоу «Куб», СТБ.
- 2012 — шоу «Большая разница», 1+1.
- 2013 — шоу «Дорогая, мы убиваем детей», СТБ.

## Достижения
- «Ambassador Culinary Award» от Канадской Кулинарной Федерации, 2005, 2006, 2007.
- «Star of the City — 2006» на Culinary Refinement & Lightness, журнал WHERE, Санкт-Петербург
- «Best Hotel Chef» — Восточная Европа — EuroToques, 2008.
- «Gold Medal» WACS World Association of Chefs Societies, Гонконг, 2009, 2010.
- «Award of Culinary Excellence» — Confrérie de la Chaîne des Rôtisseurs, 2007, 2009, 2010.
- «World Master Chef» — общество World Master Chef Society Лондон, Великобритания, 2011.

## Бизнес
Эктор Хименес-Браво возглавляет международную компанию Bravo Restaurant Group, занимающуюся консалтингом. Под руководством компании были открыты десятки ресторанов в Киеве, Монреале, Оттаве, Гонконге и других городах.
В 2011 году Хименес-Браво запустил производство пряностей, изготовленных по собственной рецептуре. Специи вышли в продажу под брендом торговой марки «Приправка».
В ноябре 2013 открыл кулинарную академию Hector J. Bravo Culinary & Pastry Academy, её миссия — представить всемирное кулинарное искусство почитателям и усовершенствовать профессиональный уровень поваров и шеф-поваров. Академия закрылась в 2017 году по непонятным причинам.
В мае 2016 года была открыта онлайн-Академия кулинарного и кондитерского искусства Эктора Хименеса-Браво. Эта академия так же не снискала успеха и закрылась.
В 2016 году Хименес-Браво открыл ресторан современной китайской кухни BAO в центре Киева. Стинг назвал утку и димсам из киевского ресторана лучшими в его жизни.
В декабре 2017 открыл кондитерскую Bo. Pastry с авторским меню в центре Киева.
В апреле 2018 открыл ресторан современной вьетнамской кухни NAM с авторским меню в центре Киева.

## Оценки
«Творческую манеру [Эктора Браво] можно охарактеризовать понятиями „страсть“ и „энергия“, но, кроме того, будут уместны такие слова как „нежность“ и „утонченность“»Наталья Сиверина, ресторанный критик, «КоммерсантЪ»